# Kisfalvi Krisztina
Kisfalvi Krisztina (Budapest, 1968. augusztus 2.) magyar színésznő és szinkronszínész, az egyik legtöbbet foglalkoztatott magyar női szinkronhang.

## Élete
Az Arany János Színház stúdiósaként került a szinkron közelébe. Kezdetben nem gondolta, hogy szívesen csinálná, de aztán kipróbálta. Később egyre többet hívták a Pannónia Filmstúdióba. 2001 és 2003 között a Győri Nemzeti Színház tagja volt.

## Színházi szerepei[2]
- Romhányi József: Muzsikus Péter új kalandja – Cintányér
- Bertolt Brecht: Jó embert keresünk – Unokahúg
- Heinrich von Kleist: Homburg hercege – Bork, udvarhölgy
- Tankred Dorst, Ursula Ehler: Merlin avagy a puszta ország – Blanchefleur
- Federico García Lorca: Vérnász – Fiatal nő
- Pierre-Augustin Caron de Beaumarchais: Figaro házassága avagy egy őrült nap – Fanchette
- Edward Bond: Megváltás – Liz
- Bertolt Brecht: Koldusopera – Dolly
- Örkény István: Tóték – Ágika
- Molnár Ferenc: Liliom – Juli
- Molnár Ferenc: Üvegcipő – Viola
- Borisz Paszternak – Doktor Zsivágó – Tonya
- Csehov: Ványa bácsi – Szonya
- Kamondy Ágnes: Dalok Közép-Nirvániából
- Molière: Scapin furfangjai – Jácint
- La Mancha lovagja – Antónia
- Calderón: Két szék között a pad alá
- Genet: A balkon – Chantal

## Film- és televíziós szerepei
- Gárdos Péter: A skorpió megeszi az ikreket reggelire – Nelli
- Gárdos Péter: Üstökös – rövidfilm
- Gárdos Péter: Showbálvány
- Zilahy Tamás: Vers mindenkinek
- Zilahy Tamás: Kassákné emlékére
- Zilahy Tamás: Petőfi dalok
- Zilahy Tamás: A múzsa csókja – Kaffka Margit és Bauer Ervin szerelme – Kaffka Margit
- Zilahy Tamás: Karácsonyi mese (Heltai Jenő egyfelvonásos)
- Goda Krisztina: Szabadság, szerelem – Leányát sirató anya
- Reisz Gábor: 8 – vizsgafilm

## Szinkronszerepei
| Cím                                             | Szerep                                                                  | Színész                                        |
| ----------------------------------------------- | ----------------------------------------------------------------------- | ---------------------------------------------- |
| A bosszú asszonya                               | Daniela                                                                 | Paula Barreto                                  |
| A pampák királya                                | Lia Mezenga                                                             | Lavínia Vlasak                                 |
| 24                                              | Nina Myers                                                              | Sarah Clarke                                   |
| SpongyaBob Kockanadrág                          | Szandi Csovi                                                            | Carolyn Lawrence                               |
| Superman                                        | Lois Lane                                                               | Joan Alexande                                  |
| Castle                                          | Kate Beckett                                                            | Stana Katić                                    |
| A bosszú                                        | María Luisa Arciniegas                                                  | Martha Lucía Pereiro                           |
| Bleach                                          | Cirucci Thunderwitch                                                    |                                                |
| Alias                                           | Sydney Bristow                                                          | Jennifer Garner                                |
| A fiúk a klubból                                | Melanie "Mel" Marcus                                                    | Michelle Clunie                                |
| A Grace klinika                                 | Dr. Reed Adamson                                                        | Nora Zehetner                                  |
| A Harper-sziget                                 | Shea Allen                                                              | Gina Holden                                    |
| A hidegsebész                                   | Dr. Kate Murphy                                                         | Jeri Ryan                                      |
| A holtsáv                                       | Sarah Bracknell Bannerman                                               | Nicole de Boer                                 |
| A homok titkai                                  | Malu Assunção                                                           | Vivianne Pasmanter                             |
| A kiválasztott – Az amerikai látnok             | Marissa Clark                                                           | Shanesia Davis – Williams                      |
| A liliomlány                                    | Mayte Dalmacci Rionda                                                   | Katie Barberi                                  |
| Alex és bandája                                 | Elena Leoni (1.-2. évad)                                                | Elena Lietti                                   |
| A meló                                          | Jan Fendrich                                                            | Diane Farr                                     |
| A nevem Earl                                    | Catalina                                                                | Nadine Velazquez                               |
| A parti őrség                                   | Lieutenant Nikki Caetano                                                | Saskia Burmeister                              |
| A remény utcái                                  | Sylvia Jennings                                                         | Kelly Coffield                                 |
| A stúdió                                        | Liz Lemon                                                               | Tina Fey                                       |
| A suli                                          | D.J Serkin                                                              | Kristin Dattilo                                |
| A sors útjai                                    | Mariana Altamirano del Alamo de Sotomayor                               | Ana Patricia Rojo                              |
| A szerelem tengere                              | Oriana Parra-Ibánez Briceno                                             | Mariana Seoane                                 |
| A törvény őrei Los Angeles                      | Abigail "Abby" Perkinso                                                 | Michele Greene                                 |
| A vadak ura                                     | Arina                                                                   | Marjean Holden                                 |
| A végzet asszonya                               | Regina Sandoval                                                         | Andrea Martí                                   |
| A vipera                                        | Verónica Fernández                                                      | Kate del Castillo                              |
| Albatros Alakulat                               | Mona Jürgens                                                            | Jasmin Gerat                                   |
| Ally McBeal                                     | Allison Marie "Ally" McBeal                                             | Calista Flockhart                              |
| Álomgyári feleség                               | Molly Kagan                                                             | Debra Messing                                  |
| Andromeda (1. szinkronos változat)              | Trance Gemini                                                           | Laura Bertram                                  |
| Ana három arca                                  | Cecilia                                                                 | Maru Dueñas                                    |
| Árva angyal                                     | Estefanía Rojas                                                         | Ana Patricia Rojo                              |
| Ash vs Evil Dead                                | Amanda Fisher                                                           | Jill Marie Jones                               |
| Az éden titkai                                  | Nora Foka                                                               | Antigoni Drakoulaki                            |
| Az elnök emberei                                | Louise Thornton                                                         | Janeane Garofalo                               |
| Az óceán lánya                                  | Neri                                                                    | Marzena Godeck                                 |
| Az örökség                                      | Gabriela Suarez/Veronica Dantes                                         | Aracely Arámbula                               |
| Baywatch                                        | Shauni McClain/Kramer                                                   | Erika Eleniak                                  |
| Bionika                                         | Jaime Sommers                                                           | Michelle Ryan                                  |
| Boba Fett könyve                                | Garsa Fwip                                                              | Jennifer Beals                                 |
| Borostyán                                       | Rosa Maria (Edera (borostyán) Gigli                                     | Agnese Nano                                    |
| Bosszúállók újra együtt                         | Hela, Alkony Angyala (Proxima Midnight)                                 | Vanessa Marshall, Kari Wahlgern                |
| Breaking Bad – Totál szívás                     | Lydia Rodarte-Quayle                                                    | Laura Fraser                                   |
| Brandy és Mr. Bajusz                            | Cheryl és Meryl, Lola Boa, Auntie Marla, Gabriella, Tarantula, Isabelle |                                                |
| Charlie angyalai (2. és 3. szinkronos változat) | Kelly Garrett                                                           | Jaclyn Smith                                   |
| Chicago Hope (1. szinkronos változat)           | Dr. Lisa Catera                                                         | Stacy Edwards                                  |
| Cobra 12 – Az új csapat                         | Susanna von Landitz                                                     | Julia Stinshoff                                |
| Csajok                                          | Joan Clayton                                                            | Tracee Ellis Ross                              |
| Csillag kontra Gonosz Erők                      | Repülő Pónifej hercegnő (1. évad)                                       | Jenny Slate                                    |
| CSI: New York-i helyszínelők                    | Dr. Peyton Driscoll                                                     | Claire Forlani                                 |
| Divatalnokok                                    | Maya Gallo                                                              | Laura San Giacomo                              |
| Doktor Addison                                  | Dr. Charlotte King                                                      | KaDee Strickland                               |
| Drága testek                                    | Det. Holly Rawlins                                                      | Tyler Layton                                   |
| Ed (2. szinkronos változat)                     | Frankie Hector                                                          | Sabrina Lloyd                                  |
| Édes élet olasz módra                           | Lydia DeLucca                                                           | Heather Paige Kent                             |
| Emlékezz, Reina!                                | Susana Santillan Garcia                                                 | Wanda D'Isidoro                                |
| Esküdt ellenségek – Bűnös szándék               | Carolyn Barek                                                           | Annabella Sciorra                              |
| Esküdt ellenségek: Különleges ügyosztály        | Olivia Benson                                                           | Mariska Hargitay                               |
| Ez a ház totál gáz                              | Alicia Sanz                                                             | Laura Pamplona                                 |
| Fallen – Letaszítva                             | Lori Corbett                                                            | Chelah Horsdal                                 |
| Flash Gordon                                    | Baylin                                                                  | Karen Cliche                                   |
| Glee – Sztárok leszünk!                         | Kendra Giardi                                                           | Jennifer Aspen                                 |
| Gossip Girl – A pletykafészek                   | Laurel                                                                  | Michelle Hurd                                  |
| Gyilkos számok                                  | AUSA Robin Brooks                                                       | Michelle Nolden                                |
| Harmadik műszak                                 | Kim Zambrano                                                            | Kim Raver                                      |
| Hank Zipzer                                     | Rosa Zipzer                                                             | Juliet Cowan                                   |
| Helen és a fiúk                                 | Cathy                                                                   | Cathy Andrieu                                  |
| Internátus                                      | Susana Saavedra                                                         | Chusa Barbero                                  |
| Író és kamuhős                                  | Leah                                                                    | Heather Burns                                  |
| Jobb veled                                      | Mia Puttney                                                             | Joanna Garcia                                  |
| Julieta                                         | Nadia Román                                                             | Mónika Sánchez                                 |
| Kemény, mint a kő                               | Reggie mamája                                                           | Janet Hubert-Whitten                           |
| Kirby Buckets kalandjai                         | Mrs. Buckets                                                            | Suzi Barrett                                   |
| Keresztutak                                     | Marissa Freilich                                                        | Joanna Pacula                                  |
| Team Knight Rider                               | Erica West                                                              | Kathy Trageser                                 |
| Kobra                                           | Danielle LaPointe                                                       | Allison J. Hossack                             |
| Kötelező ítélet                                 | Jessica Rossi                                                           | Milena Govich                                  |
| A vihar                                         | Ursula Salazar                                                          | Mariana Seoane                                 |
| Lalola                                          | Sabrina                                                                 | Bárbara Lombardo                               |
| Liv és Maddie                                   | Karen Rooney                                                            | Kali Rocha                                     |
| Lea Parker                                      | Léa Parker                                                              | Sonia Rolland                                  |
| Linus és barátai                                | Agneta                                                                  | Benedikte Lindbeck                             |
| Lucia – A sors üldözöttje                       | Lucía "Lucha" Durán                                                     | Aracely Arámbula                               |
| Lost – Eltűntek                                 | Naomi Dorrit                                                            | Marsha Thomason                                |
| Malibu Road 2000                                | Lindsay Rule                                                            | Drew Barrymore                                 |
| Marguerite Volant                               | Marguerite Volant                                                       | Catherine Sénart                               |
| María                                           | Brenda                                                                  | Alejandra Procuna                              |
| Maricruz                                        | Raiza                                                                   | Ana Patricia Rojo                              |
| Második lehetőség                               | Stephanie                                                               | Cheryl Pollak                                  |
| Matlock                                         | Charlene Matlock                                                        | Linda Purl                                     |
| McLeod lányai                                   | Grace Kingston                                                          | Abi Tucker                                     |
| Medicopter 117 – Légimentők                     | Dr. Karin Thaler                                                        | Roswitha Meyer                                 |
| Méz és lóhere                                   | Harada Rika                                                             |                                                |
| Ki vagy, doki? (A másik Doktor)                 | Miss Hartigan                                                           | Dervla Kirwan                                  |
| Ki vagy, doki? (A varázslóinas)                 | Kate Stewart                                                            | Jemma Redgrave                                 |
| Milagros                                        | Fernanda Muñoz De La Torre                                              | Karina Calmet                                  |
| Mindörökké                                      | Jo Martinez                                                             | Alana de la Garza                              |
| Trükkös hekus (1. szinkronos változat)          | Rachel McCabe                                                           | Wendy Moniz                                    |
| NCIS: Los Angeles                               | Lauren Hunter                                                           | Claire Forlani                                 |
| Nyomtalanul                                     | Elena Delgado                                                           | Roselyn Sánchez                                |
| Pan Am                                          | Colette Valois                                                          | Karine Vanasse                                 |
| Pasifaló                                        | Stephanie Layne                                                         | Kellee Stewart                                 |
| Pensacola – A név kötelez                       | Lt. Annalisa "Stinger" Lindstrom                                        | Kathryn Morris                                 |
| ReGenesis                                       | Caroline Morrison                                                       | Maxim Roy                                      |
| Rejtélyek városa                                | Mona Gomez                                                              | Aisha Hinds                                    |
| Reklám-barátok                                  | Sarah Krajicek-Hunter                                                   | Monica Potter                                  |
| Rex felügyelő                                   | Niki Herzog                                                             | Elke Winkens                                   |
| Rosalinda                                       | Pamela Iturbide                                                         | Jessica Salazar                                |
| Rush – A hajsza                                 | Kerry Vincent                                                           | Catherine McClements                           |
| Salomé                                          | Karicia                                                                 | Niurka Marcos                                  |
| Samantha                                        | Samantha del Llano                                                      | Alicia Machado                                 |
| Sarokba szorítva                                | Diana Soriano                                                           | Alejandra Lazcano                              |
| Sliders                                         | Wade Welles                                                             | Sabrina Lloyd                                  |
| Soy Luna                                        | Monica Valente                                                          | Ana Carolina Valsagna                          |
| Sue Thomas – FBI                                | Lucy Dotson                                                             | Enuka Okuma                                    |
| Supergirl                                       | Cat Grant                                                               | Calista Flockhart                              |
| Szenzáció                                       | Stéphanie Rousseau                                                      | Macha Grenon                                   |
| Szerelem van a levegőben                        | Ayfer Yıldız                                                            | Evrim Doğan                                    |
| Szerelmek Saint Tropez-ban                      | Laure Olivier Lacroix                                                   | Bénédicte Delmas                               |
| Szívem csücskei                                 | Judy Wheeler                                                            | Jami Gertz                                     |
| Szívtipró gimi                                  | Allie Matts                                                             | Inge Hornstra                                  |
| Szulejmán                                       | Mahidevran hatun                                                        | Nur Fettahoğlu                                 |
| Született feleségek                             | Angie Bolen                                                             | Drea de Matteo                                 |
| Szünidei napló                                  | Sigal Golan                                                             | Dana Berger                                    |
| Tara alteregói                                  | Charmaine Craine                                                        | Rosemarie DeWitt                               |
| Testvérek (1. és 2. szinkronos változat)        | Kitty Walker/McCallister                                                | Calista Flockhart                              |
| Tökös csajok                                    | Esther Schuhmann                                                        | Carolina Vera-Squella                          |
| Törekvő tanerők                                 | Tina                                                                    | Sarah Shahi                                    |
| Tremors – Ahová lépek ott mindig szörny terem   | Rosalita Sanchez                                                        | Gladys Jimenez                                 |
| Trinity Blood – Vér és kereszt                  | Noélle Bor                                                              |                                                |
| Transformers: Robots in Disguise                | Windblade (1. hang)                                                     | Kristy Wu (1-2. évad) Erica Lindback (4. évad) |
| True Blood – Inni és élni hagyni                | Lorena                                                                  | Mariana Klaveno                                |
| Utolsó vérig                                    | Sandra Arriagada                                                        | Lorena Gómez                                   |
| Ügyvédek (2. szinkronos változat)               | Rebecca Washington                                                      | Lisa Gay Hamilton                              |
| V.I.P. – Több, mint testőr                      | Nikki Franco                                                            | Natalie Raitano                                |
| Vad angyal                                      | Gloria Esposito                                                         | Gabriela Sari                                  |
| Vágyrajárók                                     | Billie Frank                                                            | Sherilyn Fenn                                  |
| Vámpírnaplók                                    | Jenna Sommers                                                           | Sara Canning                                   |
| Veszélyes szerelem                              | Natalie                                                                 | Roxana Zal                                     |
| Vezérlő fény                                    | Cassandra Elizabeth "Cassie" Layne Winslow                              | Nicole Forester, Laura Wright                  |
| Vízizsaruk                                      | Sgt. Vanessa Simmons                                                    | Dasi Ruz                                       |
| Veronica aranya                                 | Magdalena "Malena" Martínez                                             | Claudia Ramírez                                |
| Zhu Zhu                                         | Num Nums                                                                | Stephany Seki                                  |

| Év   | Cím                                                       | Szerep                          | Színész              |
| ---- | --------------------------------------------------------- | ------------------------------- | -------------------- |
| 2015 | Agymanók                                                  | Riley anyja                     | Diane Lane           |
| 2012 | Utazás a rejtélyes szigetre                               | Liz Anderson                    | Kristin Davis        |
| 2012 | Borotvaélen                                               | Angie                           | Génesis Rodríguez    |
| 2011 | Álmok otthona                                             | Ann Patterson                   | Naomi Watts          |
| 2011 | Egy kis Mennyország                                       | Renee Blair                     | Rosemarie DeWitt     |
| 2011 | Hanna – Gyilkos természet                                 | Rachel                          | Olivia Williams      |
| 2011 | Jane Eyre                                                 | Mrs. Reed                       | Sally Hawkins        |
| 2011 | Arthur, a legjobb parti                                   | Susan Johnson                   | Jennifer Garner      |
| 2011 | Fertőzés                                                  | Dr. Ally Hextall                | Jennifer Ehle        |
| 2011 | Túszjátszma                                               | Sarah Miller                    | Nicole Kidman        |
| 2010 | Ügyféllista                                               | Dee                             | Sonja Bennett        |
| 2010 | Toy Story 3                                               | Bonnie anyukája                 | Lori Alan            |
| 2010 | Engedd el!                                                | Becca Corbett                   | Nicole Kidman        |
| 2010 | Fűrész VII.                                               | Joyce Dagen                     | Gina Holden          |
| 2010 | Megaagy                                                   | Roxanne Ritchi                  | Tina Fey             |
| 2010 | Valentin nap                                              | Julia Fitzpatrick               | Jennifer Garner      |
| 2010 | Párterápia                                                | Claire Foster                   | Tina Fey             |
| 2009 | Seholország                                               | Miss Davis                      | Marin Hinkle         |
| 2009 | Anya a pácban                                             | Sheila                          | Minnie Driver        |
| 2009 | Excsajok szelleme                                         | Jenny Perotti                   | Jennifer Garner      |
| 2009 | Lódító hódító                                             | Anna McDoogles                  | Jennifer Garner      |
| 2008 | A banki meló                                              | Wendy Leather                   | Keeley Hawes         |
| 2007 | A Robinson család titka                                   | Mildred                         | Angela Bassett       |
| 2007 | A királyság                                               | Janet Mayes                     | Jennifer Garner      |
| 2007 | Juno                                                      | Vanessa Loring                  | Jennifer Garner      |
| 2007 | Danielle Steel: Biztos kikötő                             | Millie                          | Idalis DeLeon        |
| 2007 | Örök szerelem                                             | Gulabji                         | Rani Mukherjee       |
| 2007 | Margot az esküvőn                                         | Margot                          | Nicole Kidman        |
| 2007 | Evan, a minden6ó                                          | Eve Adams                       | Molly Shannon        |
| 2006 | A testőr                                                  | Teddy Vargas                    | Yanna McIntosh       |
| 2006 | Fekete Könyv                                              | Ronnie                          | Halina Reijn         |
| 2006 | Kettőt találhatsz                                         | Gray                            | Jennifer Garner      |
| 2005 | A szállító 2.                                             | Lola                            | Kate Nauta           |
| 2005 | Maradj!                                                   | Kisfiú édesanyja                | Jessica Hecht        |
| 2005 | A tolmács                                                 | Silvia Broome                   | Nicole Kidman        |
| 2005 | Elektra                                                   | Elektra                         | Jennifer Garner      |
| 2005 | Sin City                                                  | Goldie / Wendy                  | Jaime King           |
| 2005 | Szerelem sokadik látásra                                  | Gina                            | Ali Larter           |
| 2004 | Alien vs. Predator – A Halál a Ragadozó ellen             | Alexa Woods                     | Sanaa Lathan         |
| 2004 | Bajos csajok                                              | Sharon Norbury                  | Tina Fey             |
| 2004 | Hirtelen 30                                               | Jenna Rink                      | Jennifer Garner      |
| 2004 | Hajrá csajok, újra!                                       | Tina Hammersmith                | Bree Turner          |
| 2003 | Beavatás                                                  | Layla Moore                     | Bridget Moynahan     |
| 2003 | Aki előbb meghal                                          | Cindy Thomas                    | Carly Pope           |
| 2003 | Dogville – A menedék                                      | Grace Margaret Mulligan         | Nicole Kidman        |
| 2002 | A Szmokinger                                              | Steena                          | Debi Mazar           |
| 2001 | Nyakiglove                                                | Amanda                          | Monica Potter        |
| 2001 | A pók hálójában                                           | Jezzie Flannigan                | Monica Potter        |
| 2001 | Jay és Néma Bob visszavág                                 | Sissy                           | Eliza Dushku         |
| 2001 | Kate és Leopold                                           | Kate McKay                      | Meg Ryan             |
| 2000 | Horrorra akadva, avagy tudom, kit ettél tavaly nyárson    | Buffy Gilmore                   | Shannon Elizabeth    |
| 1999 | Az átok                                                   | Theo                            | Catherine Zeta-Jones |
| 1999 | Börtönpalota                                              | Darlene Davis                   | Kate Beckinsale      |
| 1999 | Utórengés                                                 | Diane Agostini                  | Jennifer Garner      |
| 1998 | Egy bogár élete                                           | Atta hercegnő                   | Julia Louis-Dreyfus  |
| 1998 | Ha eljön Joe Black                                        | Susan Parrish                   | Claire Forlani       |
| 1997 | Titanic                                                   | Lizzy Calvert                   | Suzy Amis            |
| 1996 | Törjön ki a frász!                                        | Dr. Lucy Lynskey                | Trini Alvarados      |
| 1996 | Emma                                                      | Harriet Smith                   | Toni Collette        |
| 1996 | Kazaam, a szellem                                         | Alice Connor                    | Ally Walker          |
| 1996 | Sleepers – Pokoli lecke                                   | Carol Martinez                  | Minnie Driver        |
| 1995 | Spinédzserek                                              | Tai                             | Brittany Murphy      |
| 1995 | Bad Boys – Mire jók a rosszfiúk? (2. szinkronos változat) | Max Logan                       | Karen Alexander      |
| 1995 | Aludj csak, én álmodom                                    | Mary Callaghan                  | Monica Keena         |
| 1995 | Francia csók                                              | Kate                            | Meg Ryans            |
| 1995 | Majd' megdöglik érte                                      | Suzanne Stone Maretto           | Nicole Kidman        |
| 1995 | Sabrina                                                   | Elizabeth Tyson                 | Lauren Holly         |
| 1995 | Tegnap és ma                                              | Mrs. Albertson, Samantha mamája | Lolita Davidovich    |
| 1995 | Mielőtt felkel a Nap                                      | Celine                          | Julie Delpy          |
| 1993 | Haláli fegyver                                            | Cuki titkárnője                 | Sherry Bilsing       |
| 1993 | Bűvölet                                                   | Tracy Kennsinger                | Nicole Kidman        |
| 1991 | Mese Rockkal                                              | Goldie                          | Ellen Greene         |
| 1987 | Ápolandó ápolók                                           | Carla                           | Troy Bailey          |
| 1987 | Halálos fegyver (1. szinkronos változat)                  | Rianne Murtaugh                 | Traci Wolfe          |
| 1986 | Danielle Steel: Keresztutak                               | Marissa Freilich                | Joanna Pacula        |
| 1983 | Flashdance                                                | Alexandra "Alex" Owens          | Jennifer Beals       |